# Inledande omgångar i Svenska cupen i fotboll 2013/2014
Inledande omgångar i Svenska cupen 2013/2014 inleddes den  21 maj och avslutades den 10 november 2013. 32 lag tog sig till gruppspelet.

## Inledande omgångar

### Omgång 1
| Första omgången – 64 deltagande klubblag | Första omgången – 64 deltagande klubblag | Första omgången – 64 deltagande klubblag |
| ---------------------------------------- | ---------------------------------------- | ---------------------------------------- |
| Lag 1                                    | Resultat                                 | Lag 2                                    |
| Hyltebruks IF                            | 2–3                                      | Ljungby IF                               |
| Sunnersta AIF                            | 1–4                                      | AFC United                               |
| Sollentuna FF                            | 0–3                                      | IK Frej                                  |
| Rynninge IK                              | 3–1                                      | Karlstad BK                              |
| Karlbergs BK                             | 0–3                                      | IK Sirius                                |
| IFK Aspudden-Tellus                      | 00001–2 (e.f.)                           | FC Gute                                  |
| Tibro AIK                                | 1–3                                      | Skövde AIK                               |
| Korsnäs IF                               | 1–5                                      | Sandvikens IF                            |
| Vänersborgs IF                           | 4–0                                      | Qviding FIF                              |
| Melleruds IF                             | 0–2                                      | Torslanda IK                             |
| IK Sleipner                              | 1–4                                      | Vasalunds IF                             |
| IFK Uddevalla                            | 1–0                                      | Utsiktens BK                             |
| Grebo IK                                 | 00002–5 (e.f.)                           | Västerås SK                              |
| Enköpings SK                             | 00003–1 (e.f.)                           | Eskilstuna City                          |
| IFK Östersund                            | 0–1                                      | Härnösands FF                            |
| IFK Kumla                                | 0–3                                      | Carlstad United                          |
| Hudiksvalls FF                           | 2–0                                      | Selånger FK                              |
| IFK Trelleborg                           | 0–1                                      | Kvarnby IK                               |
| Lerkils IF                               | 0–3                                      | Sävedalens IF                            |
| Linghems SK                              | 00001–3 (e.f.)                           | Tenhults IF                              |
| Ullareds IK                              | 7–3                                      | Lindome GIF                              |
| Bunkeflo FF                              | 0–7                                      | Eskilsminne IF                           |
| IFK Hässleholm                           | 0–3                                      | Torns IF                                 |
| Västerviks FF                            | 2–9                                      | Lindsdals IF                             |
| Värmdö IF                                | 1–2                                      | Akropolis IF                             |
| Holmalunds IF                            | 00002–2 (e.f.) 000(3–5 str.)             | Norrby IF                                |
| Ronneby BK                               | 0–5                                      | Kristianstads FF                         |
| Åsarp-Trädet                             | 0–2                                      | Råslätts SK                              |
| Mariehem SK                              | 0–2                                      | IFK Luleå                                |
| Vimmerby IF                              | 00001–1 (e.f.) 000(5–4 str.)             | Husqvarna FF                             |
| Hittarps IK                              | 1–6                                      | Lunds BK                                 |
| Enskede IK                               | 1–3                                      | Nyköpings BIS                            |

#### Matcher
| 1           | 21 maj 2013 | Hyltebruks IF                | 2 – 3           | Ljungby IF                                     | Örnvallen                                               |                                                         |
| 19:00 UTC+2 | 19:00 UTC+2 | J. Andersson 27′, 81′ (str.) | (1 – 1) Rapport | 23′ (str.) Delic 74′ Linnell 90′ M. Mårtensson | Hyltebruk Publik: 65 Domare: Linuz Söderberg (Halmstad) | Hyltebruk Publik: 65 Domare: Linuz Söderberg (Halmstad) |
| 19:00 UTC+2 | 19:00 UTC+2 |                              |                 |                                                | Hyltebruk Publik: 65 Domare: Linuz Söderberg (Halmstad) | Hyltebruk Publik: 65 Domare: Linuz Söderberg (Halmstad) |
| 19:00 UTC+2 | 19:00 UTC+2 |                              |                 |                                                | Hyltebruk Publik: 65 Domare: Linuz Söderberg (Halmstad) | Hyltebruk Publik: 65 Domare: Linuz Söderberg (Halmstad) |

| 2           | 29 maj 2013 | Sunnersta AIF | 1 – 4           | AFC United                                     | Sunnersta IP                                         |                                                      |
| 19:00 UTC+2 | 19:00 UTC+2 | Dottemar 1′   | (1 – 0) Rapport | 60′, 68′ Baran 70′ Bapupa 84′ (str.) Alriksson | Uppsala Publik: 302 Domare: Johan Thalin (Storvreta) | Uppsala Publik: 302 Domare: Johan Thalin (Storvreta) |
| 19:00 UTC+2 | 19:00 UTC+2 |               |                 |                                                | Uppsala Publik: 302 Domare: Johan Thalin (Storvreta) | Uppsala Publik: 302 Domare: Johan Thalin (Storvreta) |
| 19:00 UTC+2 | 19:00 UTC+2 |               |                 |                                                | Uppsala Publik: 302 Domare: Johan Thalin (Storvreta) | Uppsala Publik: 302 Domare: Johan Thalin (Storvreta) |

| 3           | 4 juni 2013 | Sollentuna FF | 0 – 3           | IK Frej                        | Edsbergs Sportfält                                   |                                                      |
| 19:00 UTC+2 | 19:00 UTC+2 |               | (0 – 1) Rapport | 31′, 81′ A. Kamara 84′ Johnson | Stockholm Publik: 250 Domare: Jonas Bäcklund (Solna) | Stockholm Publik: 250 Domare: Jonas Bäcklund (Solna) |
| 19:00 UTC+2 | 19:00 UTC+2 |               |                 |                                | Stockholm Publik: 250 Domare: Jonas Bäcklund (Solna) | Stockholm Publik: 250 Domare: Jonas Bäcklund (Solna) |
| 19:00 UTC+2 | 19:00 UTC+2 |               |                 |                                | Stockholm Publik: 250 Domare: Jonas Bäcklund (Solna) | Stockholm Publik: 250 Domare: Jonas Bäcklund (Solna) |

| 4           | 12 juni 2013 | Rynninge IK           | 3 – 1           | Karlstad BK     | Grenadjärvallen                                      |                                                      |
| 19:00 UTC+2 | 19:00 UTC+2  | Karahmet 6′, 62′, 73′ | (1 – 1) Rapport | 42′ Wilhelmsson | Örebro Publik: 132 Domare: Patrik Larsson (Borlänge) | Örebro Publik: 132 Domare: Patrik Larsson (Borlänge) |
| 19:00 UTC+2 | 19:00 UTC+2  |                       |                 |                 | Örebro Publik: 132 Domare: Patrik Larsson (Borlänge) | Örebro Publik: 132 Domare: Patrik Larsson (Borlänge) |
| 19:00 UTC+2 | 19:00 UTC+2  |                       |                 |                 | Örebro Publik: 132 Domare: Patrik Larsson (Borlänge) | Örebro Publik: 132 Domare: Patrik Larsson (Borlänge) |

| 5           | 12 juni 2013 | Karlbergs BK | 0 – 3           | IK Sirius                          | Stadshagens IP                                             |                                                            |
| 19:00 UTC+2 | 19:00 UTC+2  |              | (0 – 3) Rapport | 8′ Skoglund 31′, 39′ C. Gustafsson | Stockholm Publik: 102 Domare: Andreas Glanberg (Stockholm) | Stockholm Publik: 102 Domare: Andreas Glanberg (Stockholm) |
| 19:00 UTC+2 | 19:00 UTC+2  |              |                 |                                    | Stockholm Publik: 102 Domare: Andreas Glanberg (Stockholm) | Stockholm Publik: 102 Domare: Andreas Glanberg (Stockholm) |
| 19:00 UTC+2 | 19:00 UTC+2  |              |                 |                                    | Stockholm Publik: 102 Domare: Andreas Glanberg (Stockholm) | Stockholm Publik: 102 Domare: Andreas Glanberg (Stockholm) |

| 6           | 16 juni 2013 | IFK Aspudden-Tellus | 0000 1 – 2 (e.fl.) | FC Gute                       | Aspuddens IP                                              |                                                           |
| 15:00 UTC+2 | 15:00 UTC+2  | Schäfer 20′         | (1 – 0) Rapport    | 77′ (str.) Cuckovic 92′ Öhman | Stockholm Publik: 105 Domare: Viktor Dovresjö (Stockholm) | Stockholm Publik: 105 Domare: Viktor Dovresjö (Stockholm) |
| 15:00 UTC+2 | 15:00 UTC+2  |                     |                    |                               | Stockholm Publik: 105 Domare: Viktor Dovresjö (Stockholm) | Stockholm Publik: 105 Domare: Viktor Dovresjö (Stockholm) |
| 15:00 UTC+2 | 15:00 UTC+2  |                     |                    |                               | Stockholm Publik: 105 Domare: Viktor Dovresjö (Stockholm) | Stockholm Publik: 105 Domare: Viktor Dovresjö (Stockholm) |

| 7           | 20 juni 2013 | Tibro AIK    | 1 – 3           | Skövde AIK                            | Sportparken Tibro                                        |                                                          |
| 19:00 UTC+2 | 19:00 UTC+2  | J. Grahn 36′ | (1 – 1) Rapport | 37′, 38′ Gerhardsson 80′ F. Andersson | Tibro Publik: 255 Domare: Granit Maqedonci (Helsingborg) | Tibro Publik: 255 Domare: Granit Maqedonci (Helsingborg) |
| 19:00 UTC+2 | 19:00 UTC+2  |              |                 |                                       | Tibro Publik: 255 Domare: Granit Maqedonci (Helsingborg) | Tibro Publik: 255 Domare: Granit Maqedonci (Helsingborg) |
| 19:00 UTC+2 | 19:00 UTC+2  |              |                 |                                       | Tibro Publik: 255 Domare: Granit Maqedonci (Helsingborg) | Tibro Publik: 255 Domare: Granit Maqedonci (Helsingborg) |

| 8           | 25 juni 2013 | Korsnäs IF           | 1 – 5           | Sandvikens IF                                             | Lindvallen                                         |                                                    |
| 19:00 UTC+2 | 19:00 UTC+2  | Wallén Ljunggren 57′ | (0 – 2) Rapport | 17′ Vigren 24′ Wanke 77′ Berglund 80′ Hellström 87′ Moosa | Falun Publik: 171 Domare: Mattias Johansson (Sala) | Falun Publik: 171 Domare: Mattias Johansson (Sala) |
| 19:00 UTC+2 | 19:00 UTC+2  |                      |                 |                                                           | Falun Publik: 171 Domare: Mattias Johansson (Sala) | Falun Publik: 171 Domare: Mattias Johansson (Sala) |
| 19:00 UTC+2 | 19:00 UTC+2  |                      |                 |                                                           | Falun Publik: 171 Domare: Mattias Johansson (Sala) | Falun Publik: 171 Domare: Mattias Johansson (Sala) |

| 9           | 26 juni 2013 | Vänersborgs IF                           | 4 – 0           | Qviding FIF | Vänersvallen                                                |                                                             |
| 19:00 UTC+2 | 19:00 UTC+2  | Hellqvist 2′, 26′ Tahini 4′ Björkman 90′ | (3 – 0) Rapport |             | Vänersborg Publik: 155 Domare: Andreas Ekholm (Trollhättan) | Vänersborg Publik: 155 Domare: Andreas Ekholm (Trollhättan) |
| 19:00 UTC+2 | 19:00 UTC+2  |                                          |                 |             | Vänersborg Publik: 155 Domare: Andreas Ekholm (Trollhättan) | Vänersborg Publik: 155 Domare: Andreas Ekholm (Trollhättan) |
| 19:00 UTC+2 | 19:00 UTC+2  |                                          |                 |             | Vänersborg Publik: 155 Domare: Andreas Ekholm (Trollhättan) | Vänersborg Publik: 155 Domare: Andreas Ekholm (Trollhättan) |

| 10          | 26 juni 2013 | Melleruds IF | 0 – 2           | Torslanda IK            | Rådavallen                                               |                                                          |
| 19:30 UTC+2 | 19:30 UTC+2  |              | (0 – 0) Rapport | 61′ Darborg 83′ Wickman | Mellerud Publik: 103 Domare: Victor Jensen (Trollhättan) | Mellerud Publik: 103 Domare: Victor Jensen (Trollhättan) |
| 19:30 UTC+2 | 19:30 UTC+2  |              |                 |                         | Mellerud Publik: 103 Domare: Victor Jensen (Trollhättan) | Mellerud Publik: 103 Domare: Victor Jensen (Trollhättan) |
| 19:30 UTC+2 | 19:30 UTC+2  |              |                 |                         | Mellerud Publik: 103 Domare: Victor Jensen (Trollhättan) | Mellerud Publik: 103 Domare: Victor Jensen (Trollhättan) |

| 11          | 27 juni 2013 | IK Sleipner | 1 – 4           | Vasalunds IF                   | Dagsbergsvallen                                        |                                                        |
| 19:00 UTC+2 | 19:00 UTC+2  | Eyenga 11′  | (1 – 1) Rapport | 15′, 48′, 66′ Touma 82′ Kabran | Norrköping Publik: 71 Domare: Jon Lindholm (Linköping) | Norrköping Publik: 71 Domare: Jon Lindholm (Linköping) |
| 19:00 UTC+2 | 19:00 UTC+2  |             |                 |                                | Norrköping Publik: 71 Domare: Jon Lindholm (Linköping) | Norrköping Publik: 71 Domare: Jon Lindholm (Linköping) |
| 19:00 UTC+2 | 19:00 UTC+2  |             |                 |                                | Norrköping Publik: 71 Domare: Jon Lindholm (Linköping) | Norrköping Publik: 71 Domare: Jon Lindholm (Linköping) |

| 12          | 28 juni 2013 | IFK Uddevalla | 1 – 0           | Utsiktens BK | Kamratgården                                             |                                                          |
| 19:00 UTC+2 | 19:00 UTC+2  | Beqiri 35′    | (1 – 0) Rapport |              | Uddevalla Publik: 200 Domare: Haris Memisevic (Göteborg) | Uddevalla Publik: 200 Domare: Haris Memisevic (Göteborg) |
| 19:00 UTC+2 | 19:00 UTC+2  |               |                 |              | Uddevalla Publik: 200 Domare: Haris Memisevic (Göteborg) | Uddevalla Publik: 200 Domare: Haris Memisevic (Göteborg) |
| 19:00 UTC+2 | 19:00 UTC+2  |               |                 |              | Uddevalla Publik: 200 Domare: Haris Memisevic (Göteborg) | Uddevalla Publik: 200 Domare: Haris Memisevic (Göteborg) |

| 13          | 3 juli 2013 | Grebo IK               | 0000 2 – 5 (e.fl.) | Västerås SK                                          | Grebovallen                                             |                                                         |
| 19:00 UTC+2 | 19:00 UTC+2 | V. Gustafsson 31′, 55′ | (1 – 1) Rapport    | 33′ S. Johansson 73′, 93′ Böckert 108′, 115′ Hansson | Linköping Publik: 200 Domare: Henrik Persson (Finspång) | Linköping Publik: 200 Domare: Henrik Persson (Finspång) |
| 19:00 UTC+2 | 19:00 UTC+2 |                        |                    |                                                      | Linköping Publik: 200 Domare: Henrik Persson (Finspång) | Linköping Publik: 200 Domare: Henrik Persson (Finspång) |
| 19:00 UTC+2 | 19:00 UTC+2 |                        |                    |                                                      | Linköping Publik: 200 Domare: Henrik Persson (Finspång) | Linköping Publik: 200 Domare: Henrik Persson (Finspång) |

| 14          | 17 juli 2013 | Enköpings SK                       | 0000 3 – 1 (e.fl.) | Eskilstuna City | Enavallen                                                |                                                          |
| 19:00 UTC+2 | 19:00 UTC+2  | Persson Njie 47′, 120′ Norell 114′ | (0 – 0) Rapport    | 59′ Acar        | Enköping Publik: 232 Domare: Fredrik Hansson (Stockholm) | Enköping Publik: 232 Domare: Fredrik Hansson (Stockholm) |
| 19:00 UTC+2 | 19:00 UTC+2  |                                    |                    |                 | Enköping Publik: 232 Domare: Fredrik Hansson (Stockholm) | Enköping Publik: 232 Domare: Fredrik Hansson (Stockholm) |
| 19:00 UTC+2 | 19:00 UTC+2  |                                    |                    |                 | Enköping Publik: 232 Domare: Fredrik Hansson (Stockholm) | Enköping Publik: 232 Domare: Fredrik Hansson (Stockholm) |

| 15          | 20 juli 2013 | IFK Östersund | 0 – 1           | Härnösands FF | Hofvallens IP                                         |                                                       |
| 15:00 UTC+2 | 15:00 UTC+2  |               | (0 – 1) Rapport | 35′ Ödmark    | Östersund Publik: 112 Domare: Peter Boije (Östersund) | Östersund Publik: 112 Domare: Peter Boije (Östersund) |
| 15:00 UTC+2 | 15:00 UTC+2  |               |                 |               | Östersund Publik: 112 Domare: Peter Boije (Östersund) | Östersund Publik: 112 Domare: Peter Boije (Östersund) |
| 15:00 UTC+2 | 15:00 UTC+2  |               |                 |               | Östersund Publik: 112 Domare: Peter Boije (Östersund) | Östersund Publik: 112 Domare: Peter Boije (Östersund) |

| 16          | 22 juli 2013 | IFK Kumla | 0 – 3           | Carlstad United                             | Kumla IP                                            |                                                     |
| 19:00 UTC+2 | 19:00 UTC+2  |           | (0 – 1) Rapport | 45′ Lander 47′ T. Johansson 58′ (str.) Diaz | Kumla Publik: 124 Domare: Joakim Östling (Göteborg) | Kumla Publik: 124 Domare: Joakim Östling (Göteborg) |
| 19:00 UTC+2 | 19:00 UTC+2  |           |                 |                                             | Kumla Publik: 124 Domare: Joakim Östling (Göteborg) | Kumla Publik: 124 Domare: Joakim Östling (Göteborg) |
| 19:00 UTC+2 | 19:00 UTC+2  |           |                 |                                             | Kumla Publik: 124 Domare: Joakim Östling (Göteborg) | Kumla Publik: 124 Domare: Joakim Östling (Göteborg) |

| 17          | 23 juli 2013 | Hudiksvalls FF      | 2 – 0           | Selånger FK | Glysisvallen                                         |                                                      |
| 19:00 UTC+2 | 19:00 UTC+2  | Brolin 50′ Roos 87′ | (0 – 0) Rapport |             | Hudiksvall Publik: 249 Domare: Ulrik Ulander (Husum) | Hudiksvall Publik: 249 Domare: Ulrik Ulander (Husum) |
| 19:00 UTC+2 | 19:00 UTC+2  |                     |                 |             | Hudiksvall Publik: 249 Domare: Ulrik Ulander (Husum) | Hudiksvall Publik: 249 Domare: Ulrik Ulander (Husum) |
| 19:00 UTC+2 | 19:00 UTC+2  |                     |                 |             | Hudiksvall Publik: 249 Domare: Ulrik Ulander (Husum) | Hudiksvall Publik: 249 Domare: Ulrik Ulander (Husum) |

| 18          | 27 juli 2013 | IFK Trelleborg | 0 – 1           | Kvarnby IK            | Vångavallen                                                                      |                                                                                  |
| 14:00 UTC+2 | 14:00 UTC+2  |                | (0 – 0) Rapport | 90′ (str.) R. Nilsson | Trelleborg Publik: 75<refname="IFKTrelleborg"/> Domare: Namik Idrizovic (Örebro) | Trelleborg Publik: 75<refname="IFKTrelleborg"/> Domare: Namik Idrizovic (Örebro) |
| 14:00 UTC+2 | 14:00 UTC+2  |                |                 |                       | Trelleborg Publik: 75<refname="IFKTrelleborg"/> Domare: Namik Idrizovic (Örebro) | Trelleborg Publik: 75<refname="IFKTrelleborg"/> Domare: Namik Idrizovic (Örebro) |
| 14:00 UTC+2 | 14:00 UTC+2  |                |                 |                       | Trelleborg Publik: 75<refname="IFKTrelleborg"/> Domare: Namik Idrizovic (Örebro) | Trelleborg Publik: 75<refname="IFKTrelleborg"/> Domare: Namik Idrizovic (Örebro) |

| 19          | 27 juli 2013 | Lerkils IF | 0 – 3           | Sävedalens IF                            | Ledets IP                                              |                                                        |
| 14:00 UTC+2 | 14:00 UTC+2  |            | (0 – 2) Rapport | 25′ J. Nilsson 28′ Omeirat 47′ Fagerlund | Kungsbacka Publik: 94 Domare: Henrik Hall (Falkenberg) | Kungsbacka Publik: 94 Domare: Henrik Hall (Falkenberg) |
| 14:00 UTC+2 | 14:00 UTC+2  |            |                 |                                          | Kungsbacka Publik: 94 Domare: Henrik Hall (Falkenberg) | Kungsbacka Publik: 94 Domare: Henrik Hall (Falkenberg) |
| 14:00 UTC+2 | 14:00 UTC+2  |            |                 |                                          | Kungsbacka Publik: 94 Domare: Henrik Hall (Falkenberg) | Kungsbacka Publik: 94 Domare: Henrik Hall (Falkenberg) |

| 20          | 27 juli 2013 | Linghems SK     | 0000 1 – 3 (e.fl.) | Tenhults IF                             | Lingheden                                                |                                                          |
| 15:00 UTC+2 | 15:00 UTC+2  | S. Axelsson 69′ | (0 – 1) Rapport    | 24′ Bäckström 105′ Beik 120′ Hermansson | Linköping Publik: 50 Domare: Jacob Hallkvist (Linköping) | Linköping Publik: 50 Domare: Jacob Hallkvist (Linköping) |
| 15:00 UTC+2 | 15:00 UTC+2  |                 |                    |                                         | Linköping Publik: 50 Domare: Jacob Hallkvist (Linköping) | Linköping Publik: 50 Domare: Jacob Hallkvist (Linköping) |
| 15:00 UTC+2 | 15:00 UTC+2  |                 |                    |                                         | Linköping Publik: 50 Domare: Jacob Hallkvist (Linköping) | Linköping Publik: 50 Domare: Jacob Hallkvist (Linköping) |

| 21          | 28 juli 2013 | Ullareds IK                                                                           | 7 – 3           | Lindome GIF                 | Hedevi                                               |                                                      |
| 14:00 UTC+2 | 14:00 UTC+2  | Haag 3′ Carlsson 42′ Litzell 49′ (str.), 73′, 82′ G. Nilsson 53′ (str.) Wallnedal 74′ | (2 – 3) Rapport | 26′, 39′ Ask 30′ M. Larsson | Ullared Publik: 58 Domare: Mikael Larsson (Göteborg) | Ullared Publik: 58 Domare: Mikael Larsson (Göteborg) |
| 14:00 UTC+2 | 14:00 UTC+2  |                                                                                       |                 |                             | Ullared Publik: 58 Domare: Mikael Larsson (Göteborg) | Ullared Publik: 58 Domare: Mikael Larsson (Göteborg) |
| 14:00 UTC+2 | 14:00 UTC+2  |                                                                                       |                 |                             | Ullared Publik: 58 Domare: Mikael Larsson (Göteborg) | Ullared Publik: 58 Domare: Mikael Larsson (Göteborg) |

| 22          | 28 juli 2013 | Bunkeflo FF | 0 – 7           | Eskilsminne IF                                                            | Brovallen                                            |                                                      |
| 15:00 UTC+2 | 15:00 UTC+2  |             | (0 – 2) Rapport | 4′ Chahrour 11′ (str.) D. Olsson 46′, 59′, 61′, 89′ Levi 82′ D. Andersson | Malmö Publik: 24 Domare: Henrik Reffers (Arkelstorp) | Malmö Publik: 24 Domare: Henrik Reffers (Arkelstorp) |
| 15:00 UTC+2 | 15:00 UTC+2  |             |                 |                                                                           | Malmö Publik: 24 Domare: Henrik Reffers (Arkelstorp) | Malmö Publik: 24 Domare: Henrik Reffers (Arkelstorp) |
| 15:00 UTC+2 | 15:00 UTC+2  |             |                 |                                                                           | Malmö Publik: 24 Domare: Henrik Reffers (Arkelstorp) | Malmö Publik: 24 Domare: Henrik Reffers (Arkelstorp) |

| 23          | 30 juli 2013 | IFK Hässleholm | 0 – 3           | Torns IF                                | Österås IP                                           |                                                      |
| 19:00 UTC+2 | 19:00 UTC+2  |                | (0 – 2) Rapport | 34′ Podsiadly 38′ Pedersen 51′ Lundberg | Hässleholm Publik: 124 Domare: Niklas Olsson (Ystad) | Hässleholm Publik: 124 Domare: Niklas Olsson (Ystad) |
| 19:00 UTC+2 | 19:00 UTC+2  |                |                 |                                         | Hässleholm Publik: 124 Domare: Niklas Olsson (Ystad) | Hässleholm Publik: 124 Domare: Niklas Olsson (Ystad) |
| 19:00 UTC+2 | 19:00 UTC+2  |                |                 |                                         | Hässleholm Publik: 124 Domare: Niklas Olsson (Ystad) | Hässleholm Publik: 124 Domare: Niklas Olsson (Ystad) |

| 24          | 30 juli 2013 | Västerviks FF     | 2 – 9           | Lindsdals IF                                                                                       | Bökensved                                         |                                                   |
| 19:00 UTC+2 | 19:00 UTC+2  | H. Grahn 32′, 57′ | (1 – 3) Rapport | 8′ Elgan 18′, 30′, 88′ Petersson 70′ Fredriksson 73′ Olström 81′, 84′ M. Axelsson 86′ Christensson | Västervik Publik: 109 Domare: Mirza Kazic (Malmö) | Västervik Publik: 109 Domare: Mirza Kazic (Malmö) |
| 19:00 UTC+2 | 19:00 UTC+2  |                   |                 | | Västervik Publik: 109 Domare: Mirza Kazic (Malmö) | Västervik Publik: 109 Domare: Mirza Kazic (Malmö) |
| 19:00 UTC+2 | 19:00 UTC+2  |                   |                 | | Västervik Publik: 109 Domare: Mirza Kazic (Malmö) | Västervik Publik: 109 Domare: Mirza Kazic (Malmö) |

| 25          | 31 juli 2013 | Värmdö IF | 1 – 2           | Akropolis IF           | Värmdövallen                                        |                                                     |
| 19:00 UTC+2 | 19:00 UTC+2  |           | (1 – 0) Rapport | 54′ Tsombos 88′ Strand | Stockholm Publik: 105 Domare: Johan Fält (Tillinge) | Stockholm Publik: 105 Domare: Johan Fält (Tillinge) |
| 19:00 UTC+2 | 19:00 UTC+2  |           |                 |                        | Stockholm Publik: 105 Domare: Johan Fält (Tillinge) | Stockholm Publik: 105 Domare: Johan Fält (Tillinge) |
| 19:00 UTC+2 | 19:00 UTC+2  |           |                 |                        | Stockholm Publik: 105 Domare: Johan Fält (Tillinge) | Stockholm Publik: 105 Domare: Johan Fält (Tillinge) |

| 26          | 31 juli 2013 | Holmalunds IF                         | 0000 2 – 2 (e.fl.) | Norrby IF                | Brogårdsvallen                                      |                                                     |
| 19:00 UTC+2 | 19:00 UTC+2  | Stenseke 60′ (str.) S. Mårtensson 93′ | (0 – 1) Rapport    | 37′ Savolainen 95′ Zahui | Alingsås Publik: 155 Domare: Daniel Labe (Göteborg) | Alingsås Publik: 155 Domare: Daniel Labe (Göteborg) |
| 19:00 UTC+2 | 19:00 UTC+2  |                                       |                    |                          | Alingsås Publik: 155 Domare: Daniel Labe (Göteborg) | Alingsås Publik: 155 Domare: Daniel Labe (Göteborg) |
| 19:00 UTC+2 | 19:00 UTC+2  | Straffsparksläggning 3 – 5            |                    |                          | Alingsås Publik: 155 Domare: Daniel Labe (Göteborg) | Alingsås Publik: 155 Domare: Daniel Labe (Göteborg) |

| 27          | 3 augusti 2013 | Ronneby BK | 0 – 5           | Kristianstads FF                                          | Brunnsvallen                                        |                                                     |
| 11:00 UTC+2 | 11:00 UTC+2    |            | (0 – 3) Rapport | 11′, 43′ Hajdari 15′ Henningsson 75′ Ekelund 78′ Danneman | Ronneby Publik: 70 Domare: Niklas Andersson (Malmö) | Ronneby Publik: 70 Domare: Niklas Andersson (Malmö) |
| 11:00 UTC+2 | 11:00 UTC+2    |            |                 |                                                           | Ronneby Publik: 70 Domare: Niklas Andersson (Malmö) | Ronneby Publik: 70 Domare: Niklas Andersson (Malmö) |
| 11:00 UTC+2 | 11:00 UTC+2    |            |                 |                                                           | Ronneby Publik: 70 Domare: Niklas Andersson (Malmö) | Ronneby Publik: 70 Domare: Niklas Andersson (Malmö) |

| 28          | 4 augusti 2013 | Åsarp-Trädet | 0 – 2           | Råslätts SK      | Åsarps IP                                        |                                                  |
| 15:00 UTC+2 | 15:00 UTC+2    |              | (0 – 1) Rapport | 43′, 72′ Nóbrega | Åsarp Publik: 105 Domare: Daniel Särén (Dannike) | Åsarp Publik: 105 Domare: Daniel Särén (Dannike) |
| 15:00 UTC+2 | 15:00 UTC+2    |              |                 |                  | Åsarp Publik: 105 Domare: Daniel Särén (Dannike) | Åsarp Publik: 105 Domare: Daniel Särén (Dannike) |
| 15:00 UTC+2 | 15:00 UTC+2    |              |                 |                  | Åsarp Publik: 105 Domare: Daniel Särén (Dannike) | Åsarp Publik: 105 Domare: Daniel Särén (Dannike) |

| 29          | 4 augusti 2013 | Mariehem SK | 0 – 2           | IFK Luleå               | MSK Arena                                               |                                                         |
| 16:00 UTC+2 | 16:00 UTC+2    |             | (0 – 1) Rapport | 25′ Ahonen 67′ Eriksson | Umeå Publik: 211 Domare: Niklas Abrahamsson (Sollefteå) | Umeå Publik: 211 Domare: Niklas Abrahamsson (Sollefteå) |
| 16:00 UTC+2 | 16:00 UTC+2    |             |                 |                         | Umeå Publik: 211 Domare: Niklas Abrahamsson (Sollefteå) | Umeå Publik: 211 Domare: Niklas Abrahamsson (Sollefteå) |
| 16:00 UTC+2 | 16:00 UTC+2    |             |                 |                         | Umeå Publik: 211 Domare: Niklas Abrahamsson (Sollefteå) | Umeå Publik: 211 Domare: Niklas Abrahamsson (Sollefteå) |

| 30          | 4 augusti 2013 | Vimmerby IF                | 0000 1 – 1 (e.fl.) | Husqvarna FF | Vimarvallen                                           |                                                       |
| 17:00 UTC+2 | 17:00 UTC+2    | L. Kamara 50′              | (0 – 1) Rapport    | 35′ Haidari  | Vimmerby Publik: 249 Domare: Jon Lindholm (Linköping) | Vimmerby Publik: 249 Domare: Jon Lindholm (Linköping) |
| 17:00 UTC+2 | 17:00 UTC+2    |                            |                    |              | Vimmerby Publik: 249 Domare: Jon Lindholm (Linköping) | Vimmerby Publik: 249 Domare: Jon Lindholm (Linköping) |
| 17:00 UTC+2 | 17:00 UTC+2    | Straffsparksläggning 5 – 4 |                    |              | Vimmerby Publik: 249 Domare: Jon Lindholm (Linköping) | Vimmerby Publik: 249 Domare: Jon Lindholm (Linköping) |

| 31          | 4 augusti 2013 | Hittarps IK   | 1 – 6           | Lunds BK                                                           | Laröds IP                                                                          |                                                                                    |
| 17:00 UTC+2 | 17:00 UTC+2    | Kopfinger 28′ | (1 – 2) Rapport | 31′ Björkén 40′, 52′ Burrniku 59′ Ilic 76′ Devillaz 84′ Zejnullahu | Helsingborg Publik: 97<refname="HittarpsIK"/> Domare: Roger Persson (Kristianstad) | Helsingborg Publik: 97<refname="HittarpsIK"/> Domare: Roger Persson (Kristianstad) |
| 17:00 UTC+2 | 17:00 UTC+2    |               |                 |                                                                    | Helsingborg Publik: 97<refname="HittarpsIK"/> Domare: Roger Persson (Kristianstad) | Helsingborg Publik: 97<refname="HittarpsIK"/> Domare: Roger Persson (Kristianstad) |
| 17:00 UTC+2 | 17:00 UTC+2    |               |                 |                                                                    | Helsingborg Publik: 97<refname="HittarpsIK"/> Domare: Roger Persson (Kristianstad) | Helsingborg Publik: 97<refname="HittarpsIK"/> Domare: Roger Persson (Kristianstad) |

| 32          | 4 augusti 2013 | Enskede IK    | 1 – 3           | Nyköpings BIS                         | Enskede IP                                            |                                                       |
| 19:00 UTC+2 | 19:00 UTC+2    | Hansebjer 40′ | (1 – 3) Rapport | 7′ (str.) Funes 21′, 28′ L. Johansson | Stockholm Publik: 98 Domare: Johan Thalin (Storvreta) | Stockholm Publik: 98 Domare: Johan Thalin (Storvreta) |
| 19:00 UTC+2 | 19:00 UTC+2    |               |                 |                                       | Stockholm Publik: 98 Domare: Johan Thalin (Storvreta) | Stockholm Publik: 98 Domare: Johan Thalin (Storvreta) |
| 19:00 UTC+2 | 19:00 UTC+2    |               |                 |                                       | Stockholm Publik: 98 Domare: Johan Thalin (Storvreta) | Stockholm Publik: 98 Domare: Johan Thalin (Storvreta) |

### Omgång 2
| Andra omgången – 64 deltagande klubblag | Andra omgången – 64 deltagande klubblag | Andra omgången – 64 deltagande klubblag |
| --------------------------------------- | --------------------------------------- | --------------------------------------- |
| Lag 1                                   | Resultat                                | Lag 2                                   |
| FC Gute                                 | 0–5                                     | IFK Värnamo                             |
| Ullareds IK                             | 0–2                                     | Ljungskile SK                           |
| Nyköpings BIS                           | 0–1                                     | BK Häcken                               |
| Akropolis IF                            | 0–3                                     | Degerfors IF                            |
| Torslanda IK                            | 00001–1 (e.f.) 000(4–2 str.)            | Kalmar FF                               |
| Ljungby IF                              | 0–2                                     | Halmstads BK                            |
| Carlstad United                         | 4–2                                     | Varbergs BoIS                           |
| Torns IF                                | 1–4                                     | Jönköpings Södra                        |
| Sävedalens IF                           | 0–6                                     | Malmö FF                                |
| Enköpings SK                            | 0–2                                     | Örgryte IS                              |
| Vänersborgs IF                          | 0–5                                     | Östersunds FK                           |
| Råslätts SK                             | 1–3                                     | Assyriska FF                            |
| Skövde AIK                              | 1–3                                     | Ängelholms FF                           |
| IK Frej                                 | 00000–1 (e.f.)                          | Gais                                    |
| Kvarnby IK                              | 0–1                                     | Syrianska FC                            |
| Lindsdals IF                            | 1–2                                     | Gefle IF                                |
| Västerås SK                             | 1–3                                     | Östers IF                               |
| Vasalunds IF                            | 2–4                                     | GIF Sundsvall                           |
| AFC United                              | 2–1                                     | Falkenbergs FF                          |
| Hudiksvalls FF                          | 00001–1 (e.f.) 000(5–4 str.)            | Landskrona BoIS                         |
| Rynninge IK                             | 2–1                                     | Örebro SK                               |
| Tenhults IF                             | 1–3                                     | Mjällby AIF                             |
| Lunds BK                                | 0–4                                     | IFK Göteborg                            |
| Sandvikens IF                           | 00003–2 (e.f.)                          | AIK                                     |
| Härnösands FF                           | 0–4                                     | Helsingborgs IF                         |
| IFK Luleå                               | 00000–1 (e.f.)                          | IF Brommapojkarna                       |
| IFK Uddevalla                           | 00002–2 (e.f.) 000(1–3 str.)            | Åtvidabergs FF                          |
| Vimmerby IF                             | 0–4                                     | IFK Norrköping                          |
| IK Sirius                               | 4–1                                     | IK Brage                                |
| Norrby IF                               | 0–2                                     | Hammarby IF                             |
| Eskilsminne IF                          | 0–2                                     | Djurgårdens IF                          |
| Kristianstads FF                        | 0–4                                     | IF Elfsborg                             |

#### Matcher
| 33          | 20 augusti 2013 | FC Gute | 0 – 5           | IFK Värnamo                                             | Gutavallen                                      |                                                 |
| 19:00 UTC+2 | 19:00 UTC+2     |         | (0 – 4) Rapport | 25′, 85′ A. Kamara 35′ Vrebac 41′ Cederqvist 45′ Sacolo | Visby Publik: 371 Domare: Adam Ladebäck (Visby) | Visby Publik: 371 Domare: Adam Ladebäck (Visby) |
| 19:00 UTC+2 | 19:00 UTC+2     |         |                 |                                                         | Visby Publik: 371 Domare: Adam Ladebäck (Visby) | Visby Publik: 371 Domare: Adam Ladebäck (Visby) |
| 19:00 UTC+2 | 19:00 UTC+2     |         |                 |                                                         | Visby Publik: 371 Domare: Adam Ladebäck (Visby) | Visby Publik: 371 Domare: Adam Ladebäck (Visby) |

| 34          | 21 augusti 2013 | Ullareds IK | 0 – 2           | Ljungskile SK           | Hedevi                                                    |                                                           |
| 18:00 UTC+2 | 18:00 UTC+2     |             | (0 – 2) Rapport | 11′ Mustafi 33′ Hopkins | Ullared Publik: 300 Domare: Andreas Johansson (Jönköping) | Ullared Publik: 300 Domare: Andreas Johansson (Jönköping) |
| 18:00 UTC+2 | 18:00 UTC+2     |             |                 |                         | Ullared Publik: 300 Domare: Andreas Johansson (Jönköping) | Ullared Publik: 300 Domare: Andreas Johansson (Jönköping) |
| 18:00 UTC+2 | 18:00 UTC+2     |             |                 |                         | Ullared Publik: 300 Domare: Andreas Johansson (Jönköping) | Ullared Publik: 300 Domare: Andreas Johansson (Jönköping) |

| 35          | 21 augusti 2013 | Nyköpings BIS | 0 – 1           | BK Häcken      | Rosvalla IP                                            |                                                        |
| 18:00 UTC+2 | 18:00 UTC+2     |               | (0 – 1) Rapport | 45′ Strandberg | Nyköping Publik: 888 Domare: Magnus Ahlsén (Linköping) | Nyköping Publik: 888 Domare: Magnus Ahlsén (Linköping) |
| 18:00 UTC+2 | 18:00 UTC+2     |               |                 |                | Nyköping Publik: 888 Domare: Magnus Ahlsén (Linköping) | Nyköping Publik: 888 Domare: Magnus Ahlsén (Linköping) |
| 18:00 UTC+2 | 18:00 UTC+2     |               |                 |                | Nyköping Publik: 888 Domare: Magnus Ahlsén (Linköping) | Nyköping Publik: 888 Domare: Magnus Ahlsén (Linköping) |

| 36          | 21 augusti 2013 | Akropolis IF | 0 – 3           | Degerfors IF                | Akalla Gårds BP                                          |                                                          |
| 18:00 UTC+2 | 18:00 UTC+2     |              | (0 – 0) Rapport | 48′ Medvegy 86′, 90′ Hedsén | Stockholm Publik: 187 Domare: Björn Särnbrink (Huddinge) | Stockholm Publik: 187 Domare: Björn Särnbrink (Huddinge) |
| 18:00 UTC+2 | 18:00 UTC+2     |              |                 |                             | Stockholm Publik: 187 Domare: Björn Särnbrink (Huddinge) | Stockholm Publik: 187 Domare: Björn Särnbrink (Huddinge) |
| 18:00 UTC+2 | 18:00 UTC+2     |              |                 |                             | Stockholm Publik: 187 Domare: Björn Särnbrink (Huddinge) | Stockholm Publik: 187 Domare: Björn Särnbrink (Huddinge) |

| 37          | 21 augusti 2013 | Torslanda IK               | 0000 1 – 1 (e.fl.) | Kalmar FF   | Torslandavallen                                        |                                                        |
| 18:00 UTC+2 | 18:00 UTC+2     | Odin 90′                   | (0 – 1) Rapport    | 22′ Solheim | Göteborg Publik: 875 Domare: Antti Kanerva (Olofstorp) | Göteborg Publik: 875 Domare: Antti Kanerva (Olofstorp) |
| 18:00 UTC+2 | 18:00 UTC+2     |                            |                    |             | Göteborg Publik: 875 Domare: Antti Kanerva (Olofstorp) | Göteborg Publik: 875 Domare: Antti Kanerva (Olofstorp) |
| 18:00 UTC+2 | 18:00 UTC+2     | Straffsparksläggning 4 – 2 |                    |             | Göteborg Publik: 875 Domare: Antti Kanerva (Olofstorp) | Göteborg Publik: 875 Domare: Antti Kanerva (Olofstorp) |

| 38          | 21 augusti 2013 | Ljungby IF | 0 – 2           | Halmstads BK                | Lagavallen                                         |                                                    |
| 18:00 UTC+2 | 18:00 UTC+2     |            | (0 – 1) Rapport | 33′ Baldvinsson 74′ Maholli | Ljungby Publik: 810 Domare: Kaspar Sjöberg (Malmö) | Ljungby Publik: 810 Domare: Kaspar Sjöberg (Malmö) |
| 18:00 UTC+2 | 18:00 UTC+2     |            |                 |                             | Ljungby Publik: 810 Domare: Kaspar Sjöberg (Malmö) | Ljungby Publik: 810 Domare: Kaspar Sjöberg (Malmö) |
| 18:00 UTC+2 | 18:00 UTC+2     |            |                 |                             | Ljungby Publik: 810 Domare: Kaspar Sjöberg (Malmö) | Ljungby Publik: 810 Domare: Kaspar Sjöberg (Malmö) |

| 39          | 21 augusti 2013 | Carlstad United                              | 4 – 2           | Varbergs BoIS         | Klasmossen IP:s konstgräs                           |                                                     |
| 18:00 UTC+2 | 18:00 UTC+2     | Molander 18′, 45′ Diaz 65′ (str.) Haidar 72′ | (2 – 2) Rapport | 2′ Saglik 25′ Rexhepi | Karlstad Publik: 365 Domare: Johan Öhman (Karlstad) | Karlstad Publik: 365 Domare: Johan Öhman (Karlstad) |
| 18:00 UTC+2 | 18:00 UTC+2     |                                              |                 |                       | Karlstad Publik: 365 Domare: Johan Öhman (Karlstad) | Karlstad Publik: 365 Domare: Johan Öhman (Karlstad) |
| 18:00 UTC+2 | 18:00 UTC+2     |                                              |                 |                       | Karlstad Publik: 365 Domare: Johan Öhman (Karlstad) | Karlstad Publik: 365 Domare: Johan Öhman (Karlstad) |

| 40          | 21 augusti 2013 | Torns IF     | 1 – 4           | Jönköpings Södra                                               | Tornvallen                                        |                                                   |
| 18:00 UTC+2 | 18:00 UTC+2     | Lundberg 43′ | (1 – 2) Rapport | 40′ (str.) Gojani 45′ Tsiskaridze 46′ Hajdarevic 79′ O. Olsson | Lund Publik: 387 Domare: Namik Idrizovic (Örebro) | Lund Publik: 387 Domare: Namik Idrizovic (Örebro) |
| 18:00 UTC+2 | 18:00 UTC+2     |              |                 |                                                                | Lund Publik: 387 Domare: Namik Idrizovic (Örebro) | Lund Publik: 387 Domare: Namik Idrizovic (Örebro) |
| 18:00 UTC+2 | 18:00 UTC+2     |              |                 |                                                                | Lund Publik: 387 Domare: Namik Idrizovic (Örebro) | Lund Publik: 387 Domare: Namik Idrizovic (Örebro) |

| 41          | 21 augusti 2013 | Sävedalens IF | 0 – 6           | Malmö FF                                                  | Vallhamra                                                 |                                                           |
| 18:30 UTC+2 | 18:30 UTC+2     |               | (0 – 1) Rapport | 29′, 69′ Rantie 58′ (sjm.) 67′ Kroon 84′ Fadi 89′ Cibicki | Partille Publik: 2 138 Domare: Magnus Lindgren (Göteborg) | Partille Publik: 2 138 Domare: Magnus Lindgren (Göteborg) |
| 18:30 UTC+2 | 18:30 UTC+2     |               |                 |                                                           | Partille Publik: 2 138 Domare: Magnus Lindgren (Göteborg) | Partille Publik: 2 138 Domare: Magnus Lindgren (Göteborg) |
| 18:30 UTC+2 | 18:30 UTC+2     |               |                 |                                                           | Partille Publik: 2 138 Domare: Magnus Lindgren (Göteborg) | Partille Publik: 2 138 Domare: Magnus Lindgren (Göteborg) |

| 42          | 21 augusti 2013 | Enköpings SK | 0 – 2           | Örgryte IS               | Enavallen IP                                           |                                                        |
| 18:30 UTC+2 | 18:30 UTC+2     |              | (0 – 0) Rapport | 73′ Sahlin 80′ S. Olsson | Enköping Publik: 340 Domare: Jesper Ekwall (Stockholm) | Enköping Publik: 340 Domare: Jesper Ekwall (Stockholm) |
| 18:30 UTC+2 | 18:30 UTC+2     |              |                 |                          | Enköping Publik: 340 Domare: Jesper Ekwall (Stockholm) | Enköping Publik: 340 Domare: Jesper Ekwall (Stockholm) |
| 18:30 UTC+2 | 18:30 UTC+2     |              |                 |                          | Enköping Publik: 340 Domare: Jesper Ekwall (Stockholm) | Enköping Publik: 340 Domare: Jesper Ekwall (Stockholm) |

| 43          | 21 augusti 2013 | Vänersborgs IF | 0 – 5           | Östersunds FK                             | Vänersvallen                                                  |                                                               |
| 19:00 UTC+2 | 19:00 UTC+2     |                | (0 – 2) Rapport | 41′, 69′ Morgan 45′ Walker 55′, 90′ Rogic | Vänersborg Publik: 555 Domare: Granit Maqedonci (Helsingborg) | Vänersborg Publik: 555 Domare: Granit Maqedonci (Helsingborg) |
| 19:00 UTC+2 | 19:00 UTC+2     |                |                 |                                           | Vänersborg Publik: 555 Domare: Granit Maqedonci (Helsingborg) | Vänersborg Publik: 555 Domare: Granit Maqedonci (Helsingborg) |
| 19:00 UTC+2 | 19:00 UTC+2     |                |                 |                                           | Vänersborg Publik: 555 Domare: Granit Maqedonci (Helsingborg) | Vänersborg Publik: 555 Domare: Granit Maqedonci (Helsingborg) |

| 44          | 21 augusti 2013 | Råslätts SK | 1 – 3           | Assyriska FF                               | Stadsparksvallen                                          |                                                           |
| 19:00 UTC+2 | 19:00 UTC+2     | Omeirat 90′ | (0 – 0) Rapport | 69′ Ünsal 79′ Ćatović 88′ Papagiannopoulos | Jönköping Publik: 540 Domare: Jacob Hallkvist (Linköping) | Jönköping Publik: 540 Domare: Jacob Hallkvist (Linköping) |
| 19:00 UTC+2 | 19:00 UTC+2     |             |                 |                                            | Jönköping Publik: 540 Domare: Jacob Hallkvist (Linköping) | Jönköping Publik: 540 Domare: Jacob Hallkvist (Linköping) |
| 19:00 UTC+2 | 19:00 UTC+2     |             |                 |                                            | Jönköping Publik: 540 Domare: Jacob Hallkvist (Linköping) | Jönköping Publik: 540 Domare: Jacob Hallkvist (Linköping) |

| 45          | 21 augusti 2013 | Skövde AIK      | 1 – 3           | Ängelholms FF                  | Södermalms IP                                   |                                                 |
| 19:00 UTC+2 | 19:00 UTC+2     | Gerhardsson 67′ | (0 – 1) Rapport | 29′ Björkman 58′, 69′ El Kabir | Skövde Publik: 262 Domare: Diako Behnam (Solna) | Skövde Publik: 262 Domare: Diako Behnam (Solna) |
| 19:00 UTC+2 | 19:00 UTC+2     |                 |                 |                                | Skövde Publik: 262 Domare: Diako Behnam (Solna) | Skövde Publik: 262 Domare: Diako Behnam (Solna) |
| 19:00 UTC+2 | 19:00 UTC+2     |                 |                 |                                | Skövde Publik: 262 Domare: Diako Behnam (Solna) | Skövde Publik: 262 Domare: Diako Behnam (Solna) |

| 46          | 21 augusti 2013 | IK Frej | 0000 0 – 1 (e.fl.) | Gais              | Vikingavallen                                              |                                                            |
| 19:00 UTC+2 | 19:00 UTC+2     |         | (0 – 0) Rapport    | 101′ B. Andersson | Täby kyrkby Publik: 650 Domare: Mohammed Al-Hakim (Köping) | Täby kyrkby Publik: 650 Domare: Mohammed Al-Hakim (Köping) |
| 19:00 UTC+2 | 19:00 UTC+2     |         |                    |                   | Täby kyrkby Publik: 650 Domare: Mohammed Al-Hakim (Köping) | Täby kyrkby Publik: 650 Domare: Mohammed Al-Hakim (Köping) |
| 19:00 UTC+2 | 19:00 UTC+2     |         |                    |                   | Täby kyrkby Publik: 650 Domare: Mohammed Al-Hakim (Köping) | Täby kyrkby Publik: 650 Domare: Mohammed Al-Hakim (Köping) |

| 47          | 21 augusti 2013 | Kvarnby IK | 0 – 1           | Syrianska FC | Bäckagårds IP                                          |                                                        |
| 19:00 UTC+2 | 19:00 UTC+2     |            | (0 – 1) Rapport | 17′ Machado  | Malmö Publik: 467 Domare: Fredrik Klitte (Helsingborg) | Malmö Publik: 467 Domare: Fredrik Klitte (Helsingborg) |
| 19:00 UTC+2 | 19:00 UTC+2     |            |                 |              | Malmö Publik: 467 Domare: Fredrik Klitte (Helsingborg) | Malmö Publik: 467 Domare: Fredrik Klitte (Helsingborg) |
| 19:00 UTC+2 | 19:00 UTC+2     |            |                 |              | Malmö Publik: 467 Domare: Fredrik Klitte (Helsingborg) | Malmö Publik: 467 Domare: Fredrik Klitte (Helsingborg) |

| 48          | 21 augusti 2013 | Lindsdals IF    | 1 – 2           | Gefle IF            | Fjölebro IP                                           |                                                       |
| 19:00 UTC+2 | 19:00 UTC+2     | Fredriksson 53′ | (0 – 1) Rapport | 25′ Oremo 47′ Orlov | Kalmar Publik: 1 253 Domare: Jonas Karlsson (Målilla) | Kalmar Publik: 1 253 Domare: Jonas Karlsson (Målilla) |
| 19:00 UTC+2 | 19:00 UTC+2     |                 |                 |                     | Kalmar Publik: 1 253 Domare: Jonas Karlsson (Målilla) | Kalmar Publik: 1 253 Domare: Jonas Karlsson (Målilla) |
| 19:00 UTC+2 | 19:00 UTC+2     |                 |                 |                     | Kalmar Publik: 1 253 Domare: Jonas Karlsson (Målilla) | Kalmar Publik: 1 253 Domare: Jonas Karlsson (Målilla) |

| 49          | 21 augusti 2013 | Västerås SK | 1 – 3           | Östers IF                                           | Swedbank Park                                     |                                                   |
| 19:00 UTC+2 | 19:00 UTC+2     | Östling 51′ | (0 – 0) Rapport | 68′ Persson 69′ M. Karlsson 83′ (str.) Piñones-Arce | Västerås Publik: 265 Domare: Per Melin (Kävlinge) | Västerås Publik: 265 Domare: Per Melin (Kävlinge) |
| 19:00 UTC+2 | 19:00 UTC+2     |             |                 |                                                     | Västerås Publik: 265 Domare: Per Melin (Kävlinge) | Västerås Publik: 265 Domare: Per Melin (Kävlinge) |
| 19:00 UTC+2 | 19:00 UTC+2     |             |                 |                                                     | Västerås Publik: 265 Domare: Per Melin (Kävlinge) | Västerås Publik: 265 Domare: Per Melin (Kävlinge) |

| 50          | 21 augusti 2013 | Vasalunds IF           | 2 – 4           | GIF Sundsvall                                 | Skytteholms IP                                       |                                                      |
| 19:00 UTC+2 | 19:00 UTC+2     | Kabran 30′ Nekrouf 55′ | (1 – 2) Rapport | 15′ (sjm.) 45′ Eklund 80′ Dibba 90′ Chennoufi | Stockholm Publik: 190 Domare: Jim Petersson (Motala) | Stockholm Publik: 190 Domare: Jim Petersson (Motala) |
| 19:00 UTC+2 | 19:00 UTC+2     |                        |                 |                                               | Stockholm Publik: 190 Domare: Jim Petersson (Motala) | Stockholm Publik: 190 Domare: Jim Petersson (Motala) |
| 19:00 UTC+2 | 19:00 UTC+2     |                        |                 |                                               | Stockholm Publik: 190 Domare: Jim Petersson (Motala) | Stockholm Publik: 190 Domare: Jim Petersson (Motala) |

| 51          | 22 augusti 2013 | AFC United             | 2 – 1           | Falkenbergs FF | Vilundavallen                                              |                                                            |
| 17:00 UTC+2 | 17:00 UTC+2     | Bapupa 13′ Uchechi 47′ | (1 – 0) Rapport | 81′ Sköld      | Upplands Väsby Publik: 145 Domare: Farouk Nehdi (Huddinge) | Upplands Väsby Publik: 145 Domare: Farouk Nehdi (Huddinge) |
| 17:00 UTC+2 | 17:00 UTC+2     |                        |                 |                | Upplands Väsby Publik: 145 Domare: Farouk Nehdi (Huddinge) | Upplands Väsby Publik: 145 Domare: Farouk Nehdi (Huddinge) |
| 17:00 UTC+2 | 17:00 UTC+2     |                        |                 |                | Upplands Väsby Publik: 145 Domare: Farouk Nehdi (Huddinge) | Upplands Väsby Publik: 145 Domare: Farouk Nehdi (Huddinge) |

| 52          | 22 augusti 2013 | Hudiksvalls FF             | 0000 1 – 1 (e.fl.) | Landskrona BoIS | Glysisvallen                                          |                                                       |
| 18:00 UTC+2 | 18:00 UTC+2     | Hafizovic 112′             | (0 – 0) Rapport    | 108′ (sjm.)     | Hudiksvall Publik: 823 Domare: Mohamed Nablsi (Gävle) | Hudiksvall Publik: 823 Domare: Mohamed Nablsi (Gävle) |
| 18:00 UTC+2 | 18:00 UTC+2     |                            |                    |                 | Hudiksvall Publik: 823 Domare: Mohamed Nablsi (Gävle) | Hudiksvall Publik: 823 Domare: Mohamed Nablsi (Gävle) |
| 18:00 UTC+2 | 18:00 UTC+2     | Straffsparksläggning 5 – 4 |                    |                 | Hudiksvall Publik: 823 Domare: Mohamed Nablsi (Gävle) | Hudiksvall Publik: 823 Domare: Mohamed Nablsi (Gävle) |

| 53          | 22 augusti 2013 | Rynninge IK       | 2 – 1           | Örebro SK | Grenadjärvallen                                     |                                                     |
| 18:15 UTC+2 | 18:15 UTC+2     | Karahmet 54′, 61′ | (0 – 1) Rapport | 2′ Pode   | Örebro Publik: 1 004 Domare: Johan Krantz (Uppsala) | Örebro Publik: 1 004 Domare: Johan Krantz (Uppsala) |
| 18:15 UTC+2 | 18:15 UTC+2     |                   |                 |           | Örebro Publik: 1 004 Domare: Johan Krantz (Uppsala) | Örebro Publik: 1 004 Domare: Johan Krantz (Uppsala) |
| 18:15 UTC+2 | 18:15 UTC+2     |                   |                 |           | Örebro Publik: 1 004 Domare: Johan Krantz (Uppsala) | Örebro Publik: 1 004 Domare: Johan Krantz (Uppsala) |

| 54          | 22 augusti 2013 | Tenhults IF   | 1 – 3           | Mjällby AIF                               | Kabevallen                                           |                                                      |
| 18:30 UTC+2 | 18:30 UTC+2     | Bäckström 23′ | (1 – 1) Rapport | 21′ Strömberg 51′ D. Nilsson 73′ Ekenberg | Jönköping Publik: 277 Domare: Nermin Cisic (Värnamo) | Jönköping Publik: 277 Domare: Nermin Cisic (Värnamo) |
| 18:30 UTC+2 | 18:30 UTC+2     |               |                 |                                           | Jönköping Publik: 277 Domare: Nermin Cisic (Värnamo) | Jönköping Publik: 277 Domare: Nermin Cisic (Värnamo) |
| 18:30 UTC+2 | 18:30 UTC+2     |               |                 |                                           | Jönköping Publik: 277 Domare: Nermin Cisic (Värnamo) | Jönköping Publik: 277 Domare: Nermin Cisic (Värnamo) |

| 55          | 22 augusti 2013 | Lunds BK | 0 – 4           | IFK Göteborg                                        | Klostergårdens IP                                            |                                                              |
| 19:00 UTC+2 | 19:00 UTC+2     |          | (0 – 2) Rapport | 7′ Vibe 42′ S. Larsson 50′ J. Johansson 86′ Bojanić | Lund Publik: 2 030 Domare: Kristoffer Karlsson (Helsingborg) | Lund Publik: 2 030 Domare: Kristoffer Karlsson (Helsingborg) |
| 19:00 UTC+2 | 19:00 UTC+2     |          |                 |                                                     | Lund Publik: 2 030 Domare: Kristoffer Karlsson (Helsingborg) | Lund Publik: 2 030 Domare: Kristoffer Karlsson (Helsingborg) |
| 19:00 UTC+2 | 19:00 UTC+2     |          |                 |                                                     | Lund Publik: 2 030 Domare: Kristoffer Karlsson (Helsingborg) | Lund Publik: 2 030 Domare: Kristoffer Karlsson (Helsingborg) |

| 56          | 22 augusti 2013 | Sandvikens IF                   | 0000 3 – 2 (e.fl.) | AIK             | Jernvallen                                                   |                                                              |
| 19:00 UTC+2 | 19:00 UTC+2     | Rudolph 45+1′ Stadler 76′, 108′ | (1 – 1) Rapport    | 12′, 61′ Bahoui | Sandviken Publik: 2 859 Domare: Martin Strömbergsson (Gävle) | Sandviken Publik: 2 859 Domare: Martin Strömbergsson (Gävle) |
| 19:00 UTC+2 | 19:00 UTC+2     |                                 |                    |                 | Sandviken Publik: 2 859 Domare: Martin Strömbergsson (Gävle) | Sandviken Publik: 2 859 Domare: Martin Strömbergsson (Gävle) |
| 19:00 UTC+2 | 19:00 UTC+2     |                                 |                    |                 | Sandviken Publik: 2 859 Domare: Martin Strömbergsson (Gävle) | Sandviken Publik: 2 859 Domare: Martin Strömbergsson (Gävle) |

| 57          | 22 augusti 2013 | Härnösands FF | 0 – 4           | Helsingborgs IF                          | Högslättens IP                                          |                                                         |
| 19:00 UTC+2 | 19:00 UTC+2     |               | (0 – 2) Rapport | 24′ Sadiku 31′, 55′ Boateng 75′ Smárason | Härnösand Publik: 2 400 Domare: Patrik Eriksson (Gävle) | Härnösand Publik: 2 400 Domare: Patrik Eriksson (Gävle) |
| 19:00 UTC+2 | 19:00 UTC+2     |               |                 |                                          | Härnösand Publik: 2 400 Domare: Patrik Eriksson (Gävle) | Härnösand Publik: 2 400 Domare: Patrik Eriksson (Gävle) |
| 19:00 UTC+2 | 19:00 UTC+2     |               |                 |                                          | Härnösand Publik: 2 400 Domare: Patrik Eriksson (Gävle) | Härnösand Publik: 2 400 Domare: Patrik Eriksson (Gävle) |

| 58          | 22 augusti 2013 | IFK Luleå | 0000 0 – 1 (e.fl.) | IF Brommapojkarna       | Skogsvallen                                  |                                              |
| 19:00 UTC+2 | 19:00 UTC+2     |           | (0 – 0) Rapport    | 110′ Sandberg Magnusson | Luleå Publik: 836 Domare: Lars Olsson (Umeå) | Luleå Publik: 836 Domare: Lars Olsson (Umeå) |
| 19:00 UTC+2 | 19:00 UTC+2     |           |                    |                         | Luleå Publik: 836 Domare: Lars Olsson (Umeå) | Luleå Publik: 836 Domare: Lars Olsson (Umeå) |
| 19:00 UTC+2 | 19:00 UTC+2     |           |                    |                         | Luleå Publik: 836 Domare: Lars Olsson (Umeå) | Luleå Publik: 836 Domare: Lars Olsson (Umeå) |

| 59          | 22 augusti 2013 | IFK Uddevalla              | 0000 2 – 2 (e.fl.) | Åtvidabergs FF                | Kamratgården                                             |                                                          |
| 19:00 UTC+2 | 19:00 UTC+2     | Fehric 14′ Júlíusson 82′   | (1 – 0) Rapport    | 49′ (str.) Sjölund 62′ Santos | Uddevalla Publik: 1 200 Domare: Adnan Jukic (Falkenberg) | Uddevalla Publik: 1 200 Domare: Adnan Jukic (Falkenberg) |
| 19:00 UTC+2 | 19:00 UTC+2     |                            |                    |                               | Uddevalla Publik: 1 200 Domare: Adnan Jukic (Falkenberg) | Uddevalla Publik: 1 200 Domare: Adnan Jukic (Falkenberg) |
| 19:00 UTC+2 | 19:00 UTC+2     | Straffsparksläggning 1 – 3 |                    |                               | Uddevalla Publik: 1 200 Domare: Adnan Jukic (Falkenberg) | Uddevalla Publik: 1 200 Domare: Adnan Jukic (Falkenberg) |

| 60          | 29 augusti 2013 | Vimmerby IF | 0 – 4           | IFK Norrköping                        | Vimarvallen                                                |                                                            |
| 19:00 UTC+2 | 19:00 UTC+2     |             | (0 – 4) Rapport | 9′ Bobbie 13′, 43′ Nyman 26′ Fransson | Vimmerby Publik: 1 433 Domare: Mikael Eriksson (Jönköping) | Vimmerby Publik: 1 433 Domare: Mikael Eriksson (Jönköping) |
| 19:00 UTC+2 | 19:00 UTC+2     |             |                 |                                       | Vimmerby Publik: 1 433 Domare: Mikael Eriksson (Jönköping) | Vimmerby Publik: 1 433 Domare: Mikael Eriksson (Jönköping) |
| 19:00 UTC+2 | 19:00 UTC+2     |             |                 |                                       | Vimmerby Publik: 1 433 Domare: Mikael Eriksson (Jönköping) | Vimmerby Publik: 1 433 Domare: Mikael Eriksson (Jönköping) |

| 61          | 5 september 2013 | IK Sirius                          | 4 – 1           | IK Brage      | Studenternas IP                                |                                                |
| 19:00 UTC+2 | 19:00 UTC+2      | Mrabti 2′, 34′ Larson 75′ Käck 90′ | (2 – 0) Rapport | 71′ Magnusson | Uppsala Publik: 877 Domare: Johan Hamlin (Bro) | Uppsala Publik: 877 Domare: Johan Hamlin (Bro) |
| 19:00 UTC+2 | 19:00 UTC+2      |                                    |                 |               | Uppsala Publik: 877 Domare: Johan Hamlin (Bro) | Uppsala Publik: 877 Domare: Johan Hamlin (Bro) |
| 19:00 UTC+2 | 19:00 UTC+2      |                                    |                 |               | Uppsala Publik: 877 Domare: Johan Hamlin (Bro) | Uppsala Publik: 877 Domare: Johan Hamlin (Bro) |

| 62          | 5 september 2013 | Norrby IF | 0 – 2           | Hammarby IF           | Borås Arena                                               |                                                           |
| 19:00 UTC+2 | 19:00 UTC+2      |           | (0 – 0) Rapport | 67′ Besara 90′ Lallet | Borås Publik: 1 856 Domare: Alexander Pavlovic (Göteborg) | Borås Publik: 1 856 Domare: Alexander Pavlovic (Göteborg) |
| 19:00 UTC+2 | 19:00 UTC+2      |           |                 |                       | Borås Publik: 1 856 Domare: Alexander Pavlovic (Göteborg) | Borås Publik: 1 856 Domare: Alexander Pavlovic (Göteborg) |
| 19:00 UTC+2 | 19:00 UTC+2      |           |                 |                       | Borås Publik: 1 856 Domare: Alexander Pavlovic (Göteborg) | Borås Publik: 1 856 Domare: Alexander Pavlovic (Göteborg) |

| 63          | 11 september 2013 | Eskilsminne IF | 0 – 2           | Djurgårdens IF          | Harlyckans IP                                                  |                                                                |
| 19:00 UTC+2 | 19:00 UTC+2       |                | (0 – 0) Rapport | 65′ Jawo 78′ Fejzullahu | Helsingborg Publik: 3 011 Domare: Robert Daradic (Helsingborg) | Helsingborg Publik: 3 011 Domare: Robert Daradic (Helsingborg) |
| 19:00 UTC+2 | 19:00 UTC+2       |                |                 |                         | Helsingborg Publik: 3 011 Domare: Robert Daradic (Helsingborg) | Helsingborg Publik: 3 011 Domare: Robert Daradic (Helsingborg) |
| 19:00 UTC+2 | 19:00 UTC+2       |                |                 |                         | Helsingborg Publik: 3 011 Domare: Robert Daradic (Helsingborg) | Helsingborg Publik: 3 011 Domare: Robert Daradic (Helsingborg) |

| 64          | 10 november 2013 | Kristianstads FF | 0 – 4           | IF Elfsborg                             | Kristianstads IP                                              |                                                               |
| 13:30 UTC+1 | 13:30 UTC+1      |                  | (0 – 1) Rapport | 25′ Hedlund 62′, 90′ Rohdén 69′ Jönsson | Kristianstad Publik: 786 Domare: Robert Daradic (Helsingborg) | Kristianstad Publik: 786 Domare: Robert Daradic (Helsingborg) |
| 13:30 UTC+1 | 13:30 UTC+1      |                  |                 |                                         | Kristianstad Publik: 786 Domare: Robert Daradic (Helsingborg) | Kristianstad Publik: 786 Domare: Robert Daradic (Helsingborg) |
| 13:30 UTC+1 | 13:30 UTC+1      |                  |                 |                                         | Kristianstad Publik: 786 Domare: Robert Daradic (Helsingborg) | Kristianstad Publik: 786 Domare: Robert Daradic (Helsingborg) |